# Tinció

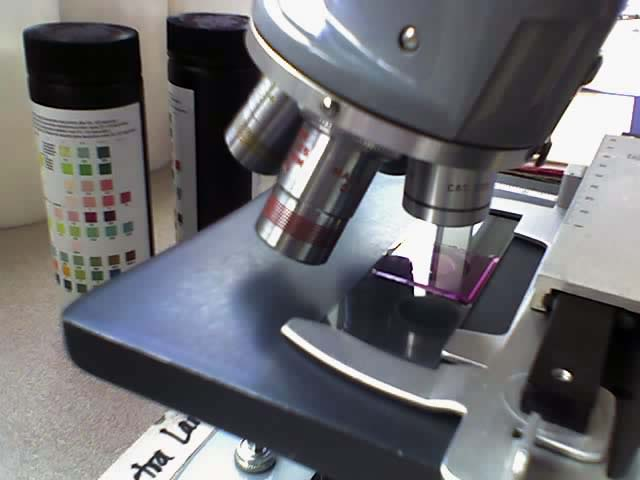
Un espècimen histològic tintat i muntat en un microscopi.

La tinció és una tècnica auxiliar en microscopia per augmentar el contrast en la imatge del microscopi. Els tints i les tincions es fan servir en biologia i medicina per ressaltar les estructures en els teixits biològics es poden veure i examinar teixits voluminosos (com per exemple, les fibres musculars) o en els molt petits orgànuls de l'interior de la cèl·lula.
En la bioquímica implica afegir una classe específica de tint (ADN, proteïnes, lípids, carbohidrats) a un substrat per qualificar o quantitivitzar la presència d'un compost específic. La tinció i la prova de fluorescència poden tenir objectius similars. La tinció biològica es fa servir també per marcar les cèl·lules en la citometria de flux (flow cytometry) i en proteïnes bandera o àcids nucleics en electroforesi de gel (gel electrophoresis).
La tinció no està limitada als materials biològics, també es pot fer servir en l'estudi de la morfologia d'altres materials, per exemple l'estructura en làmines de polímers semicristal·lins.
Camillo Golgi va utilitzar les tincions per l'estudi i la descripció del cervell. Més tard, Santiago Ramón y Cajal va millorar la tècnica de tinció amb noves substàncies químiques que li permetien veure els mecanismes i els processos connectius de les cèl·lules.